# 연운경
연운경(延雲景, 1953년 8월 9일~)은 대한민국의 배우로, 1973년 TBC 공채 14기 탤런트 출신이다.

## 주요 이력
1972년 연극배우로 처음 시작하여, 1973년 TBC 동양방송 공채 탤런트 14기로 입격하였다.

## 연기 활동

### 텔레비전 드라마
- 1978년 《내일도푸른하늘》 (TBC)
- 1982년 《개성상인》 (KBS)
- 1982년 《산하》 (KBS)
- 1982년 《똑순이만세》 (KBS1)
- 1982년 《너는 누구냐》 (KBS)
- 1983년 《어머님 날 낳으시고》
- 1984년 《독립문》 - 진옥 역
- 1986년 《그러게 말야》
- 1987년 《토지》 (KBS1) - 강청댁 역
- 1988년 《서울에서 제일 비싼 미소》(KBS1)
- 1988년 《13세의 봄》(KBS1)
- 1989년 《찻잔속의 달》(KBS1)
- 1989년 《숲은 잠들지 않는다》 (KBS2)
- 1989년 《제2공화국》 (MBC)
- 1990년 《바람소리》(KBS1)
- 1990년 《대추나무 사랑걸렸네》(KBS2)
- 1990년 《1990년 12월 24일 눈 쏟아짐》(KBS1)
- 1991년 《너두 늙어봐라》(KBS1)
- 1991년 《산너머 저쪽》 (MBC)
- 1992년 《대리인》(KBS1)
- 1993년 《사랑의 조건》 (SBS) - 유미 모 역
- 1995년 《끈》 (KBS2)
- 1997년 《여자》(SBS)
- 2000년 《태조 왕건》 (KBS1) - 왕실 유모 역
- 2005년 《제5공화국》 (MBC) - 이희호 역
- 2005년 《진주 귀걸이》 (SBS) - 현중 모 역
- 2006년 《등신불》 (KBS) - 유모 역
- 2007년 《미워도 좋아》 (SBS) - 오 여사 역
- 2008년 《신의 저울》 (SBS) - 강경댁 역
- 2008년 《압록강은 흐른다》 (SBS) - 수암 모 역
- 2009년 《전설의 고향》 (KBS) - 정경부인 역 (7화)
- 2010년~2011년 《괜찮아, 아빠딸》 (SBS) - 양청자 역
- 2010년 《당신의 천국》 (SBS) - 기영 역
- 2010년 《산부인과》 (SBS) - 센터장 역
- 2011년 《미쓰 아줌마》 (SBS) - 정순희 역
- 2013년 《결혼의 여신》 (SBS) - 혜정 모 역
- 2013년 《빠스껫 볼》 (tvN)
- 2015년 《오! 할매》 (KBS1) - 유순남 역
- 2016년 《동네의 영웅》 (OCN) - 진우 어머니 역
- 2016년 《여자의 비밀》 (KBS) - 한남자 사장 역
- 2018년 《미스티》 (JTBC) - 이영실 역
- 2018년 《보이스 2》 (OCN) - 원순희 역
- 2022년 《우리는 오늘부터》 (SBS) - 서귀녀 역

### 영화
- 1990년 《괴짜들의 꼴찌 안녕》
- 1990년 《경찰+칠득이와 너털도사》
- 1992년 《시비시비》
- 2022년 《효자》

### 연극
- 2008년 《그대를 사랑합니다》
- 2009년 《그대를 사랑합니다》
- 2010년 《그대를 사랑합니다》
- 2011년 《친정엄마》
- 2012년 《친정엄마》